# Kajū-ji

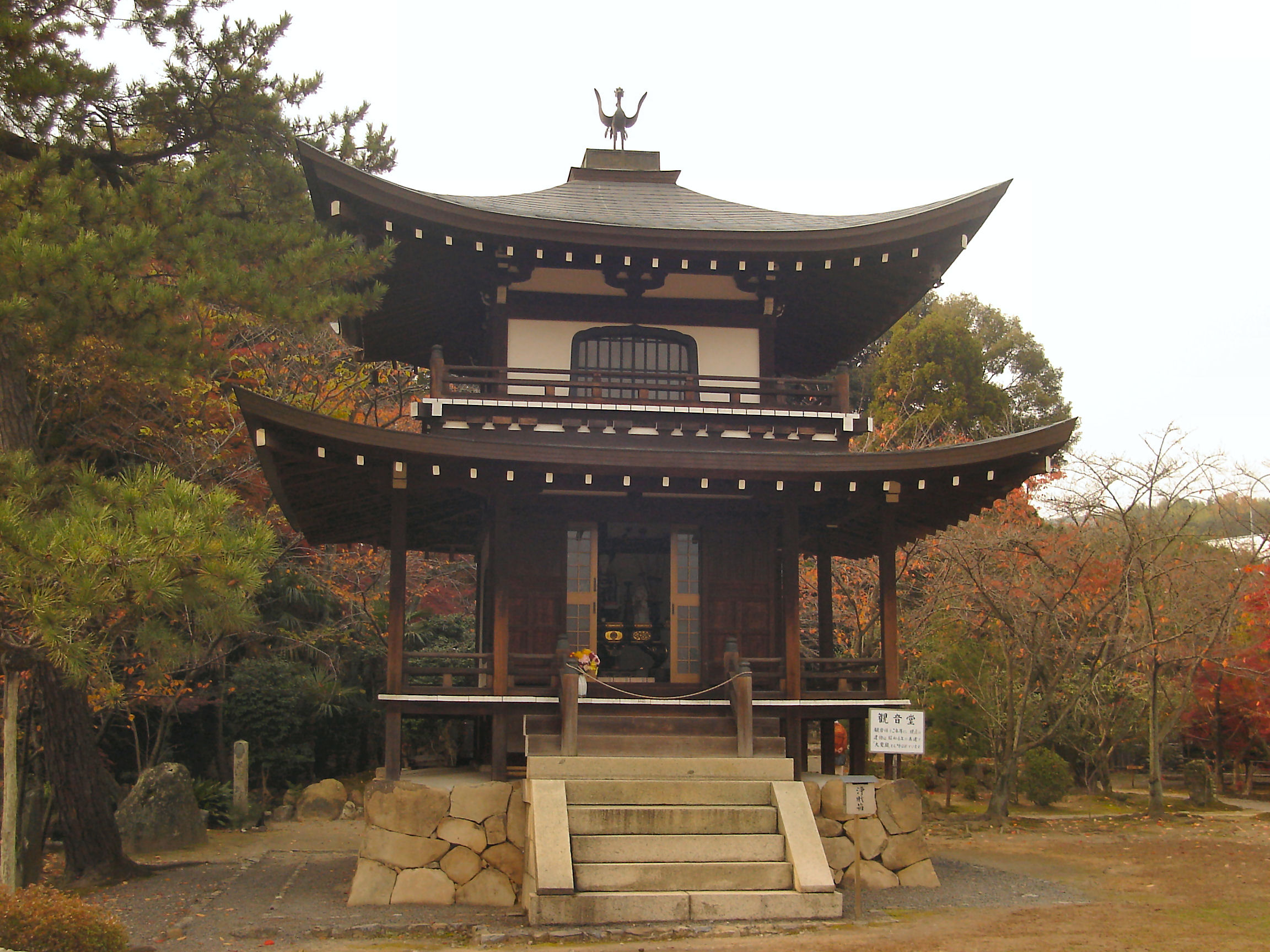
Le kannon-do

Le Kajū-ji (勧修寺), parfois aussi épelé « Kwajū-ji » ou « Kanshu-ji », est un temple bouddhiste Shingon situé dans l'arrondissement de Yamashina-ku à Kyoto au Japon.

## Histoire
Un temple existe déjà sur le site depuis 900. Le Kajū-ji, familièrement connu comme le « Kikki-san » est fondé par l'empereur Daigo. Ce site aurait été choisi parce que la mère de l'empereur avait passé une partie importante de sa vie dans ce lieu, et après sa mort, le temple a été créé en sa mémoire.
Le temple est détruit en 1470 durant la guerre d'Onin puis restauré par la famille Tokugawa et la Maison impériale. Les prêtres en chef qui se succèdent sont directement issus de la famille impériale. Tokugawa Mitsukuni (populairement connu sous le nom Mito Kōmon (en)) passe pour avoir donné la lanterne de pierre (gorintō) située devant le shoin.

### Monzeki
Les prêtres bouddhistes japonais de lignée aristocratique ou impériale sont plus particulièrement identifiés comme monzeki (門跡). Le terme s'applique également aux temples et aux communautés monastiques dans lesquels ils sont affectés; et le Kajū-ji est un temple monzeki. À partir de 942, les princes impériaux vivent au Kajū-ji comme moines.
Yamashina Akira, fils ainé des branches Fushimi-no-miya de la famille impériale est adopté en 1818 à l'âge de deux ans par l'ancien empereur Kōkaku. Akira-shinnō entre dans la prêtrise sous le titre Saihan Hoshinnō puis devient plus tard prince abbé du Kajū-ji.
En 1842, il irrite le bakufu Tokugawa qui le destitue de son poste et le confine au To-ji. En 1858, l'empereur Kōmei adopte Akira et lui accorde le titre de prince. En 1864, le bakufu le réintègre.

## Jardin et étang
Le Kajū-ji est réputé pour ses jardins et son étang à nénuphars. À l'origine le jardin sert à la navigation de plaisance et aux parties d'écriture de poésie mais on peut encore aujourd'hui s'y promener. 
Le grand étang, aussi connu comme le Hamuro-no-ike, est la caractéristique principale de ce jardin d'eau renommé pour ses lotus, ses nénuphars et ses iris. L'étang du temple était probablement à un moment donné l'élément principal d'un bassin beaucoup plus grand et d'un jardin sur la colline de la propriété de Miyamichi Iemasu, un membre de l'aristocratie de Heian relié par mariage à la puissante famille Fujiwara.
Un vieux prunier a été transplanté depuis le palais impérial au cours de l'époque d'Edo.

## Art
Une tapisserie de  Shaka-Nyorai (autre nom pour le fondateur du Bouddhisme) prêchant est demeurée à l'intérieur du temple au cours des siècles. Cette œuvre est un trésor national actuellement conservé dans les  collections du musée national de Nara.